# トリウム (バンド)
トリウム（Thorium）は、デンマーク・コペンハーゲン出身のデスメタルバンド。同じデンマーク出身のメロディックデスメタルバンド、ウィザリング・サーフェイスとつながりの深いバンドであり、メンバー全員がウィザリング・サーフェイス在籍経験者であった時期も存在する。

## 略歴
1997年にデンマークの首都・コペンハーゲンで結成。結成時のメンバーは、ミカエル・H・アナスン (Vo)、アラン・ヴェデブリンク (G)、モルテン・リーベルク (G)の3名で、フロリダ・デスメタルとスウェディッシュ・デスメタルを融合した音楽を演奏することを目的としていた。なお、この3名はメロディックデスメタルバンド・ウィザリング・サーフェイスで活動するバンドメイトでもあった。結成後、ヨナス・リンドブラッド (G)とイェスパー・イェンスン (Ds)が加入し、トリプルギター体制となる。なお、ベーシストの加入は無く、他メンバーが兼任する形であった。
デンマークのインディペンデント・レーベルであるダイハード・ミュージックのサブレーベル・RRSより1stアルバム『Ocean of Blasphemy』をリリースしデビュー。この時もベーシストが不在であったため、アルバムのベース音源はリーベルクとヴェデブリンクが兼任している。なお、同アルバムのプロデューサーには、バーズムやエンペラーらノルウェイジャン・ブラックメタルの礎となった作品を手掛けたノルウェーのピッテンが起用され、ミキシングはヤコブ・ハンセン、マスタリングはテュー・マッドセンと、後にデンマーク・メタルシーンでレコーディング・エンジニアとして著名となる面々が担当している。1stアルバムリリース後にリンドブラッドが脱退し、ツインギター体制に戻る。2002年に2ndアルバム『Unleashing the Demons』をリリース。ベーシストは引き続き不在で、リーベルクとヴェデブリンクが兼任した。また本アルバムは、親レーベルであるダイハード・ミュージックからリリースされている。2005年に、アナスンとヴェデブリンクが並行活動していたウィザリング・サーフェイスが解散し、トリウムをメインとして活動することとなる。
2005年にデモテープ『Demo 2005』をリリースするが、それから間もなくリーベルクとイェンスンが脱退し、元ウィザリング・サーフェイスのカスパー・ボイエ・ラースン (B)とニコライ・ボー (Ds)、マルセル・レク (G)が加入。初めて、パーマネントなベーシストが在籍することとなった。また、この時点のバンドメンバー5人が元ウィザリング・サーフェイスとなった。2007年に1stシングル『Cast from Hell』を、2008年に3rdアルバム『Feral Creation』をマイティ・ミュージックからリリースした。しかし、3rdアルバムリリース後、アナスンを除くメンバー4人が次々と脱退し、アナスン1名となったバンドは活動休止状態に陥った。
その後、長らく音沙汰がなかったが、2017年頃に活動を再開。メンバーには、JP・ストーム (G)、クレーン・マイヤー (G)、ペラ・カールソン (Ds)が加入。ベーシストについては、再び不在となった。2018年には、4thアルバム『Blasphemy Awakes』をリリースしたが、ベースには元メンバーのラースンがゲストとして参加した。同アルバムは2019年にスピリチュアル・ビーストより日本盤がリリースされており、日本デビュー盤ともなった。なお、本作品のプロデューサーには、元ウィザリング・サーフェイスのヤコブ・グンデルが起用されており、元メンバーのヴェデブリンクもスタッフとして参加していた。製作期間中に、アナスン、ヴェデブリンク、グンデルの間でウィザリング・サーフェイスについての話題が盛り上がり、結果として2019年にウィザリング・サーフェイスは再結成を果たしている。
4thアルバムリリース後、マイヤーとカールソンが早々に脱退。スペイン出身のホセ・クルーズ (G)とダニエル・プライスラー・ラースン (Ds)が加入、また不在だったベーシストとしてイェスパー・ニルスン (B)も加入した。

## メンバー

### 現メンバー
- ミカエル・H・アナスン (Michael Hvolgaard Andersen) - ボーカル
アルバム等では、MHAとクレジットされることが多い。また、担当楽器もVokillsと記載される。
ウィザリング・サーフェイス等でも活動。
- JP・ストーム (Jens Peter Storm) - ギター
ピッチ・ブラック、ドミナス、トンズなどでも活動。
- ホセ・クルーズ (Jose Cruz) - ギター
スペイン出身。アイアン・ファイア、ピッチ・ブラックなどでも活動。
- イェスパー・ニルスン (Jesper Nielsen) - ベース
セージズ・リサイタルのライヴメンバーとしても活動。
- ダニエル・プライスラー・ラースン (Daniel Preisler Larsen) - ドラムス
トンズ、レッド・ワルシャワでも活動。

### 旧メンバー
- モルテン・リーベルク (Morten Ryberg) - ギター
ウィザリング・サーフェイスでも活動。
- アラン・ヴェデブリンク (Allan Tvedebrink) - ギター
ウィザリング・サーフェイス、ザ・キャンディデート、でも活動。
- ヨハン・アクセルソン (Johan Axelsson) - ギター
スウェーデン出身。ディランジッド、マーダー・コーポレーションでも活動。
- ヨナス・リンドブラッド (Jonas Lindblood) - ギター
スウェーデン出身。プテラオン、ティーターなどでも活動。
- マルセル・レク (Marcel Lech Lysgaard) - ギター
ウィザリング・サーフェイスでも活動。
- クレーン・マイヤー (Kræn Meier) - ギター
アーティレリー、ノミノン、サクリファイシャル、ピッチ・ブラックなどでも活動。
- トマス・ファガーリンド (Thomas Fagerlind) - ベース
- カスパー・ボイエ・ラースン (Kaspar Boye Larsen) - ベース
ウィザリング・サーフェイス、ヴォルビートでも活動。
- イェスパー・"フロスト"・イェンスン (Jesper "Frost" Jensen) - ドラムス
イニクイティーなどでも活動。
- ニコライ・ボー (Nikolaj "Niko" Borg) - ドラムス
ウィザリング・サーフェイスでも活動。
- ペラ・カールソン (Perra Karlsson) - ドラムス
スウェーデン出身。ノミノン、サファーなどでも活動。

## ディスコグラフィ
- Ocean of Blasphemy (2000)
- Unleashing the Demons (2002)
- Checkpoint #4 (2003, Split)
- Demo 2005 (2005, Demo)
- Cast from Hell (2007, Single)
- Feral Creation (2008)
- Blasphemy Awakes (2018)